# Enafors
Enafors ist eine Siedlung in der schwedischen Provinz Jämtlands län und der historischen Provinz Jämtland. Der Ort gehört zur Gemeinde Åre.

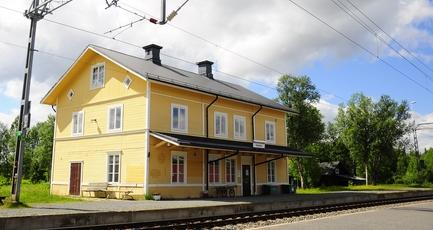
Bahnhof Enafors

## Verkehr
Enafors liegt an der Europastraße 14 und an der Eisenbahnstrecke Östersund–Trondheim und hat einen Bahnhof. Hauptsächlich in der Wintersaison gibt es mehrere Nachtzugverbindungen nach Stockholm und Göteborg.

## Enaforsholm Fjällgård
Südlich von Enafors liegt das Enaforsholm Fjällgård. Das Hauptgebäude wurde 1878 als Bauernhof erbaut. Der Großhändler A.W. Bergsten kaufte den Hof 1908. Im Jahr 1937 übernahm die Kungliga Skogs- och Lantbruksakademien den Hof und machte es zu einem beliebten Ort für bergliebende Touristen, sowohl im Sommer als auch im Winter. Das Fjällgård ist ganzjährig geöffnet und bietet die einzige Übernachtungsmöglichkeit in Enafors an.

## Weblink
- Website des Enaforsholm Fjällgård